# 内原町 (阿南市)
内原町（うちわらちょう）は、徳島県阿南市の町名。2014年3月31日現在の人口は755人、世帯数は247世帯。郵便番号は〒779-1401。

## 地理
阿南市の中央部に位置する。桑野町から東に延びる細長い平坦地を中心とした地域。
|        | 西     | 東             | 北     | 南   |
| ------ | ------ | -------------- | ------ | ---- |
| 内原町 | 桑野町 | 津乃峰町・橘町 | 長生町 | 橘町 |

徳島県道286号津乃峰筒崎線が東西に走る。また、JR牟岐線も東西に延び、当地は東の津乃峰町にある阿波橘駅と西の桑野町にある桑野駅の中間に当たる。大きな川はなく、溜池が見られる。地内北側の山に前方後円墳の国高山古墳があり、内原古墳群は阿南市指定史跡となっている。

### 小字
| - 青木 - 井ノ坪 - いや谷 - 大谷 - かま志やう - 亀ケ前 | - かんどり - かんのふじ - 櫛ケ谷 - こせ谷 - 才広 - 桜木 | - 竹ノ内 - 竹ノ内口 - 長谷 - 筒崎 - 天神 - 中分 | - 西ふか田 - 花折 - 深田 - 三ツ栗 - 宮国 - 宮谷 | - めい谷 - 柳橋 - 山腰 - 山下 - 養松 |  |

## 施設
- 阿南市立阿南第二中学校
- 国高山古墳（内原古墳群） - 阿南市指定史跡
- 八坂神社
- 東福寺（高野山真言宗）

## 交通

### 道路
地域高規格道路
- 桑野道路・福井道路（阿南安芸自動車道） - 現在未開通
  - 桑野インターチェンジ

国道
- 国道195号

都道府県道
- 徳島県道286号津乃峰筒崎線

### 路線バス
徳島バス・徳島バス南部
- 阿南二中前
- 筒崎

## 歴史
江戸期から町村制の施行された明治22年にかけては那東郡および那賀郡の村であった。寛文4年より那賀郡に属す。
明治22年に同郡桑野村、そして昭和15年より桑野町の大字となる。昭和30年より富岡町の大字となる。昭和33年に阿南市が誕生し、現在の町名となる。